# نيكون دي 100
نيكون دي 100 (بالإنجليزية: Nikon D100)‏ كاميرا احترافية من إنتاج شركة نيكون 6 ميجا بيكسل وقد طرحت في السوق في فبراير 2002